# Dywan (Poméranie)
Pour les articles homonymes, voir Dywan.
Dywan est une localité polonaise de la gmina rurale de Dziemiany située dans le powiat de Kościerzyna en voïvodie de Poméranie. Elle se trouve à environ 19 km au sud-ouest de Kościerzyna et 70 km au sud-ouest de la capitale régionale Gdańsk.

## Géographie

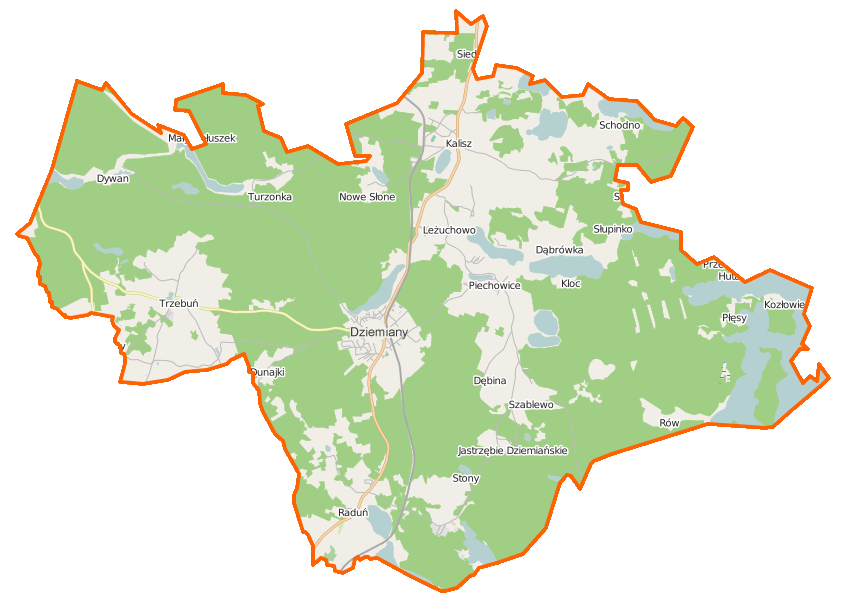
Carte de la gmina de Dziemiany.